# Modo locrio

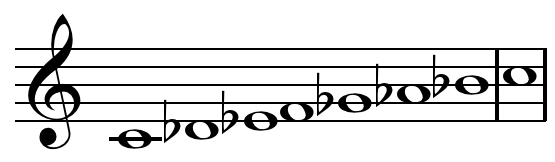
Modo locrio moderno en do.

El modo locrio es uno de los 7 modos musicales existentes. Además puede ser considerado únicamente como una escala diatónica.

## Historia
Hay que tener en cuenta que, por un error de transcripción, los nombres de los harmoniai o tonoi griegos no coinciden con los de los modos eclesiásticos medievales. El término locrio aparece en varios autores clásicos de teoría de la música, entre los que se encuentran Cleónides, donde aparece como una especie de octava, y en Ateneo, como una armonía obsoleta.
No obstante, no existe garantía del uso moderno de locrio como equivalente al modo hipereólico de Heinrich Glareanus, ya sea clásica, renacentista o en etapas posteriores de la teoría modal durante el siglo XVIII, o becas modernas sobre la antigua teoría y práctica musical griega.
Esta denominación llegó a ser aplicada a la teoría del canto modal después del siglo XVIII, cuando se utilizaba para describir el modo numerado como modo 11. Este modo tiene la nota final en si y su ambitus va desde esa nota a la octava superior, y por lo tanto con semitonos entre los grados primero y segundo; así como entre el cuarto y quinto.
La nota final, como su nombre lo indica, es la nota en la que eventualmente se asienta el canto, y corresponde a la tónica en la música tonal. El tono de recitación es la nota de alrededor de la cual se centra la melodía principalmente, mediante la cual recibe su nombre debido a su posición entre el tono final y el de recitación, mientras que la participante es una nota auxiliar, generalmente adyacente a la mediante en los modos auténticos y, en las formas plagales, coincidente con el tono de recitación del modo auténtico correspondiente.

## Modo locrio moderno

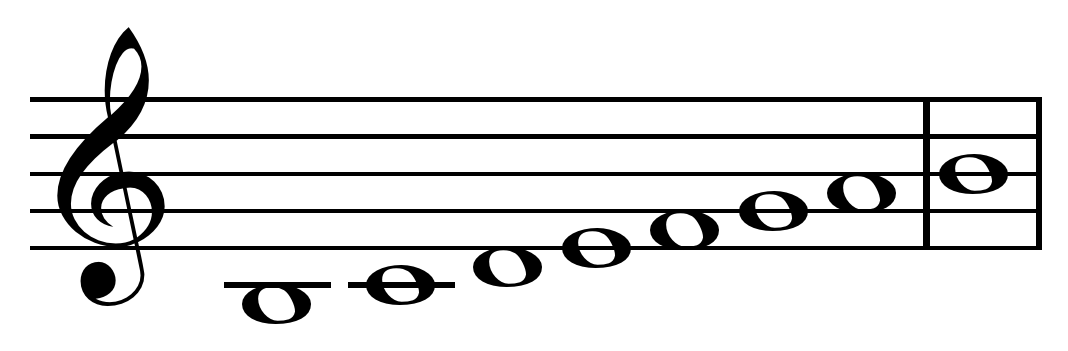
Modo locrio moderno en si.

El modo locrio moderno, o modo de si, es una escala diatónica estricta que puede formarse de forma sencilla a partir las teclas blancas del piano de si a si, así como cualquier transposición de su patrón de intervalos ascendente (S-T-T-S-T-T-T).
En la práctica actual, la locria puede ser considerada como una escala menor con los grados segundo y quinto de la escala rebajados un semitono. El modo locrio también puede verse como un inicio de escala, sobre el séptimo grado de cualquier modo jónico o escala mayor.
Su acorde de tónica puede ser una tríada disminuida, o una cuatríada semidisminuida.
Ejemplos de construcción del modo locrio:
- Modo locrio en do: relacionado con la escala de re bemol mayor (do-re♭-mi♭-fa-sol♭-la♭-si♭-do)
- Modo locrio en re: relacionado con la escala de mi bemol mayor (re-mi♭-fa-sol-la♭-si♭-do-re)
- Modo locrio en mi: relacionado con la escala de fa mayor (mi-fa-sol-la-si♭-do-re-mi)
- Modo locrio en fa: relacionado con la escala de sol bemol mayor (fa-sol♭-la♭-si♭-do♭-re♭-mi♭-fa)
- Modo locrio en sol: relacionado con la escala de la bemol mayor (sol-la♭-si♭-do-re♭-mi♭-fa-sol)
- Modo locrio en la: relacionado con la escala de si bemol mayor (la-si♭-do-re-mi♭-fa-sol-la)
- Modo locrio en si: relacionado con la escala de do mayor (si-do-re-mi-fa-sol-la-si)

## Ejemplos

### Música tradicional
- «Dust to Dust» de John Kirkpatrick. Se trata de una canción de este músico folclórico inglés escrita en modo locrio, apoyado por su acordeón. El modo locrio no es para nada tradicional en la música inglesa, pero fue utilizado por Kirkpatrick como una innovación musical.[7][8]

### Música clásica occidental
- Hay pasajes breves en ciertas obras que han sido o pueden ser considerados en modo locrio.[9]

- Prelude en si menor, op. 32 n.º 10 de Serguéi Rajmáninov
- Ludus Tonalis de Paul Hindemith
- Sinfonía n.º 4 en la menor, op. 63 de Jean Sibelius

- Jeux de Debussy contiene tres largos pasajes en modo locrio.[10]

- Metamorfosis sinfónicas sobre temas de Carl Maria von Weber de Paul Hindemith. El tema del segundo movimiento («Turandot Scherzo») de esta pieza, compuesta por Hindemith en 1943, alterna secciones en los modos mixolidio y locrio, finalizando en locrio.[11]

### Música popular urbana
- "Army of Me" de Björk, la cantante y compositora islandesa, emplea el modo locrio para la parte del bajo de esta canción de 1995.[12]
- "Audentes Fortuna Iuvat" de Raúl Bastida es un estudio para guitarra compuesto exclusivamente en modo locrio.[cita requerida]
- "Historia del Arte" del dúo español Las Bistecs está compuesta enteramente en locrio.[13]
- "Gliese 710" de King Gizzard & the Lizard Wizard, banda australiana de rock psicodélico, emplea el modo locrio, en el contexto de su álbum "Ice, Death, Planets, Lungs, Mushrooms and Lava", en el cual utilizan en cada una de sus siete canciones un modo musical distinto.[14]